# آرواره‌ها (وسیله سواری)
Category:Water rides
آرواره‌ها (انگلیسی: Jaws) یک وسیلهٔ تفریحی سواری در پارک‌های موضوعی است که بر پایهٔ مجموعه‌فیلم‌های آرواره‌ها ساخته شده و در یونیورسال استودیوز ژاپن قرار دارد. این وسیله نخستین‌بار در سال ۱۹۹۰ در یونیورسال استودیوز فلوریدا در شهر اورلاندو افتتاح شد و نسخهٔ دوم آن در سال ۲۰۰۱ در یونیورسال استودیوز ژاپن راه‌اندازی شد.
در این سواری، بازدیدکنندگان سوار بر قایق‌های گردشگری از بندر خیالی «جزیرهٔ آمیتی» عبور می‌کنند؛ گردش اولیه آرام آغاز می‌شود اما ناگهان با حملهٔ کوسه سفید بزرگ معروف قطع می‌شود. این ایده نسخه‌ای گسترده‌تر از جاذبهٔ کوچک‌تری است که پیش‌تر با عنوان Jaws در بخش استودیو تور یونیورسال استودیوز هالیوود در کالیفرنیا ارائه شده بود.
در سال ۲۰۱۲، این جاذبه از پارک فلوریدا حذف شد تا فضا برای مرحلهٔ دوم توسعهٔ بخش دنیای جادویی هری پاتر فراهم شود.

## تاریخچه
جاذبهٔ اصلی در یونیورسال استودیوز فلوریدا از جاذبه‌ای کوچک در Studio Tour مشهور و طولانی‌مدت یونیورسال استودیوز هالیوود الهام گرفته بود؛ در آن جاذبه، ترام استودیو از میان چند صحنه عبور می‌کرد که برگرفته از فیلم سال ۱۹۷۵ آرواره‌ها بودند. این جاذبه در هالیوود در سال ۱۹۷۶ افتتاح شد و هنوز هم در حال فعالیت است. در پروژهٔ احداث پارک یونیورسال در فلوریدا، طراحان از بخش‌هایی از تجربهٔ ترام هالیوود برای ساخت سواری جدید در اورلاندو بهره گرفتند. طراحی اولیهٔ این سواری توسط گروه برنامه‌ریزی و توسعهٔ MCA/Universal با همکاری شرکت Ride & Show Engineering, Inc. انجام شد که صحنه‌های اصلی در Studio Tour را نیز طراحی کرده بود. استیون اسپیلبرگ، کارگردان نخستین فیلم این مجموعه، نیز به‌عنوان مشاور خلاق با پروژه همکاری داشت.
پس از افتتاح جاذبهٔ آرواره‌ها در پارک در تاریخ ۷ ژوئن ۱۹۹۰، این سواری به دلیل جلوه‌های ویژهٔ پیچیده‌اش با خرابی‌های مکرر مواجه شد؛ درست مانند دیگر سواری‌های روز نخست پارک، از جمله Kongfrontation و Earthquake: The Big One. در حالی‌که مشکلات فنی سواری‌های «کنگ» و «زلزله» با گذشت زمان برطرف شد، اما سواری «آرواره‌ها» همچنان با اشکالات مکرر مواجه بود و تقریباً به‌طور روزانه نیاز به تخلیهٔ اضطراری داشت. یونیورسال در اوت ۱۹۹۰ به‌طور موقت این سواری را تعطیل کرد و از شرکت Ride & Show Engineering به‌دلیل سهل‌انگاری در طراحی شکایت کرد. تا سال ۱۹۹۲، یونیورسال تنها موفق شد برخی جنبه‌های سواری را بازطراحی کند، در حالی‌که جاذبه همچنان بسته باقی مانده بود.
در نهایت، یونیورسال با همکاری Totally Fun Company، شرکت ITEC Entertainment، شرکت اینتامین و اوشنرینگ اینترنشنال، سامانهٔ سواری کاملاً جدیدی را با جلوه‌های ویژهٔ اصلاح‌شده راه‌اندازی کرد. یکی از تغییرات، حذف صحنه‌ای بود که در آن کوسهٔ «آرواره‌ها» به قایق حمله می‌کرد و آن را ۱۸۰ درجه می‌چرخاند؛ این صحنه با انفجار در اسکلهٔ گاز جایگزین شد. تغییر دیگری در پایان سواری اعمال شد: در نسخهٔ اصلی، این صحنه شبیه به پایان فیلم اول بود که در آن با شلیک به کپسول هوا در دهان کوسه، آن را می‌کشتند؛ اما نسخهٔ جدید صحنه‌ای داشت که آزادانه از پایان فیلم آرواره‌ها ۲ الهام گرفته شده بود، که در آن کوسه با گاز گرفتن کابل برق زیرآبی به قایق حامل ولتاژ بالا، دچار برق‌گرفتگی می‌شود. شرکت Oceaneering نیز کوسهٔ متحرک (انیماترونیک) را برای نسخهٔ بازطراحی‌شده ساخت که نخستین پروژهٔ این شرکت در زمینهٔ پارک‌های تفریحی بود. این سواری در تابستان ۱۹۹۳ به‌طور رسمی بازگشایی شد و ستارگانی چون روی شایدر، لورین گری و استیون اسپیلبرگ در مراسم حضور داشتند.
در تاریخ ۳۱ مارس ۲۰۰۱، سواری آرواره‌ها رسماً در یونیورسال استودیوز ژاپن افتتاح شد. سامانهٔ این جاذبه توسط شرکت MTS Systems Corporation طراحی و توسعه یافت.
پس از طوفان‌های سهمگینی که در سال ۲۰۰۴ منطقهٔ مرکزی فلوریدا را درنوردید، یونیورسال ناچار شد این جاذبه را در ژانویهٔ ۲۰۰۵ به‌طور موقت تعطیل کند، زیرا هزینهٔ روبه‌افزایش سوخت‌های نفتی (که برای جلوه‌های آتش‌بازی و قایق‌ها استفاده می‌شد) ادامهٔ بهره‌برداری را دشوار کرده بود. این سواری در دسامبر ۲۰۰۵ بازگشایی شد، اما تنها در روزهای شلوغ به‌صورت «فصلی» فعال بود. این وضعیت تا فوریهٔ ۲۰۰۷ ادامه داشت، تا اینکه در پی شکایات متعدد مهمانان، سواری دوباره به بهره‌برداری دائمی بازگشت. در دوران تعطیلی سال ۲۰۰۵، چند نوسازی نیز بر روی آن انجام شد. همچنین از سال ۲۰۰۸ تا ۲۰۱۱ هر سال تعمیرات بیشتری بر روی این جاذبه صورت گرفت.
در تاریخ ۲ دسامبر ۲۰۱۱، شرکت Universal Orlando Resort اعلام کرد که جاذبهٔ آرواره‌ها به‌همراه تمام منطقهٔ آمیتی در یونیورسال استودیوز فلوریدا به‌طور دائم در ۲ ژانویهٔ ۲۰۱۲ تعطیل خواهد شد، تا «فضا برای تجربه‌ای تازه و هیجان‌انگیز» فراهم شود (یعنی فاز دوم دنیای جادویی هری پاتر). این جاذبه به‌طور رسمی در ساعت ۹ شب روز ۲ ژانویه ۲۰۱۲ تعطیل شد و آخرین سفر را مایکل «اسکیپ» اسکیپر برای ۴۸ مهمان نهایی انجام داد. صبح روز بعد، کل منطقهٔ آمیتی محصور شد و طی ماه‌های بعد به‌طور کامل تخریب گردید.
تندیس کوسهٔ آویزان در میدان اصلی شهر همچنان به‌عنوان یادبود این سواری در بخش اسکلهٔ ماهیگیران (Fisherman's Wharf) در منطقهٔ سان‌فرانسیسکو پارک باقی مانده است. از دیگر بقایای منطقهٔ آمیتی پیشین می‌توان به ساختمانی با عنوان Amity Island Lobster Co.، یک ساختمان سرویس بهداشتی و تابلوی آن اشاره کرد.
جاذبهٔ آرواره‌ها همچنان در یونیورسال استودیوز ژاپن فعال است و نسخهٔ اصلی آن در ایستگاه ترام یونیورسال استودیوز هالیوود نیز پابرجاست.